# Alessandretta
Alessandretta (in turco İskenderun; in arabo  الإسكندرون‎?, al-ʼIskandarūn; in greco antico: Ἀλεξάνδρεια κατ᾽ Ἴσσον?; in greco Αλεξανδρέττα?) è una città della Turchia, centro dell'omonimo distretto della provincia di Hatay.

## Geografia fisica

### Territorio

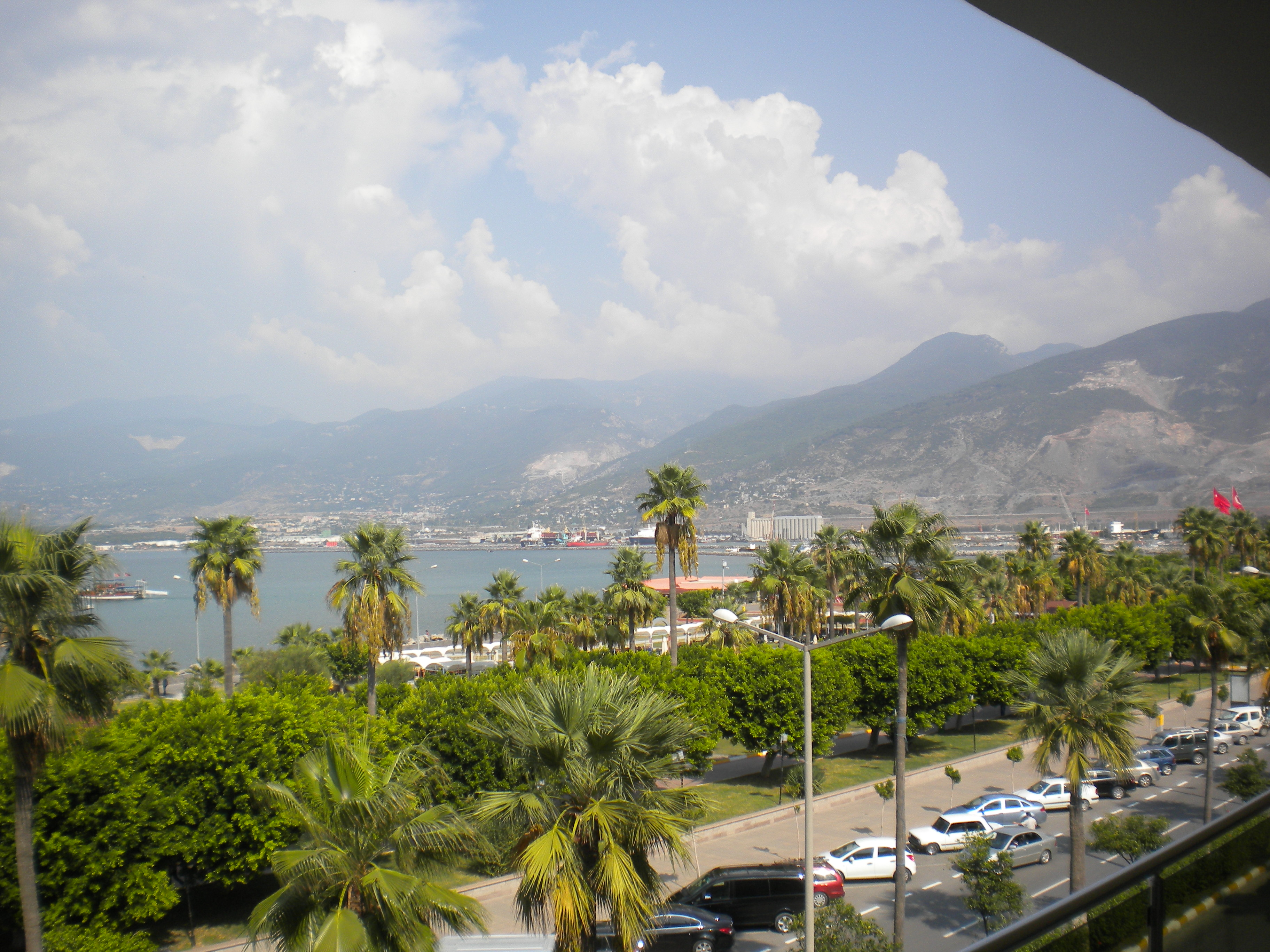
La promenade col palmeto presso le coste mediterranee di İskenderun

Importante porto marittimo sul Mar Mediterraneo, la città di Alessandretta si estende nel territorio che va dalle coste del Mar Mediterraneo, col golfo di Alessandretta, sino ai piedi dei monti Nur (detti anche monti Amanos), vicino al confine con la Siria.

### Clima
Il clima in città è strettamente mediterraneo, con estati calde e umide ed inverni miti e piovosi. Durante determinati periodi dell'anno, la città è spazzata da un vento piuttosto forte chiamato Yarıkkaya.
Il clima è eccezionale per la crescita di diversi arbusti ed alberi da frutto in una zona a clima prevalentemente arido.

## Storia

### Le origini

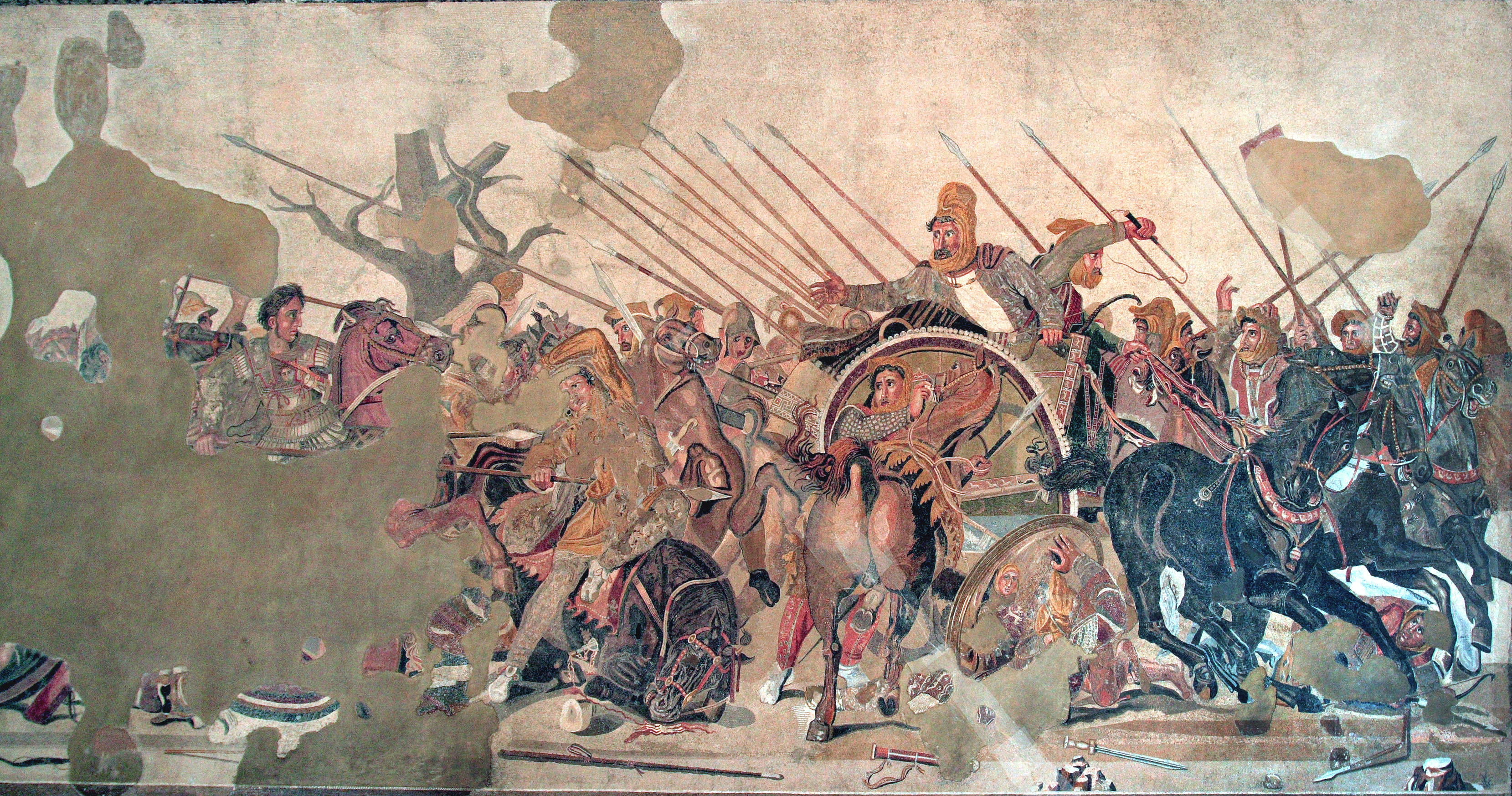
Il celebre mosaico della battaglia di Isso con la raffigurazione di Alessandro Magno, fondatore dell'antica città di Alessandretta

La città venne fondata da Alessandro Magno dopo la vittoria sui Persiani nella battaglia di Isso del 333 a.C., che si svolse ad appena 37 chilometri dal sito attuale dove sorge la città, tanto da consegnarle il nome di Alessandria di Isso per distinguerla dalla più nota Alessandria d'Egitto, in Egitto appunto.

### La storia ecclesiastica in epoca romana
Governata dai Persiani e dai Macedoni, successivamente appartenne ai Romani che la denominarono Alexandria Scabiosa, e che, dopo la proclamazione della libertà di culto con l'editto di Milano nel 313, ottennero di fondare qui il vescovato d'Alessandria Minore, suffraganeo di quello di Anazarbo, la capitale e pertanto la sede metropolitana della provincia romana della Cilicia Secunda. Secondo antiche testimonianze, tra i primi vescovi di quest'area si contano Sant'Eleno, ed i santi martiri Aristio e Teodoro. Il primo vescovo di cui però si abbia una traccia documentale è Esico, il quale prese parte al primo concilio di Nicea nel 325 ed al concilio di Antiochia nel 341. Filomoso prese parte al primo concilio di Costantinopoli del 381. Barane è menzionato in connessione al sinodo di Antiochia del 445. Al concilio di Calcedonia del 451, il vescovo Giuliano venne rappresentato dal suo metropolita, Ciro di Anazarbo. Basilio presenziò al sinodo di Costantinopoli del 459 che condannò i simoniaci.
La città rimase sotto il controllo dell'Impero romano d'Oriente e nel 518 il vescovo Paolo venne deposto dall'imperatore Giustiniano per aver supportato Severo di Antiochia, convertitosi alla Chiesa giacobita.

### Il periodo arabo e ottomano

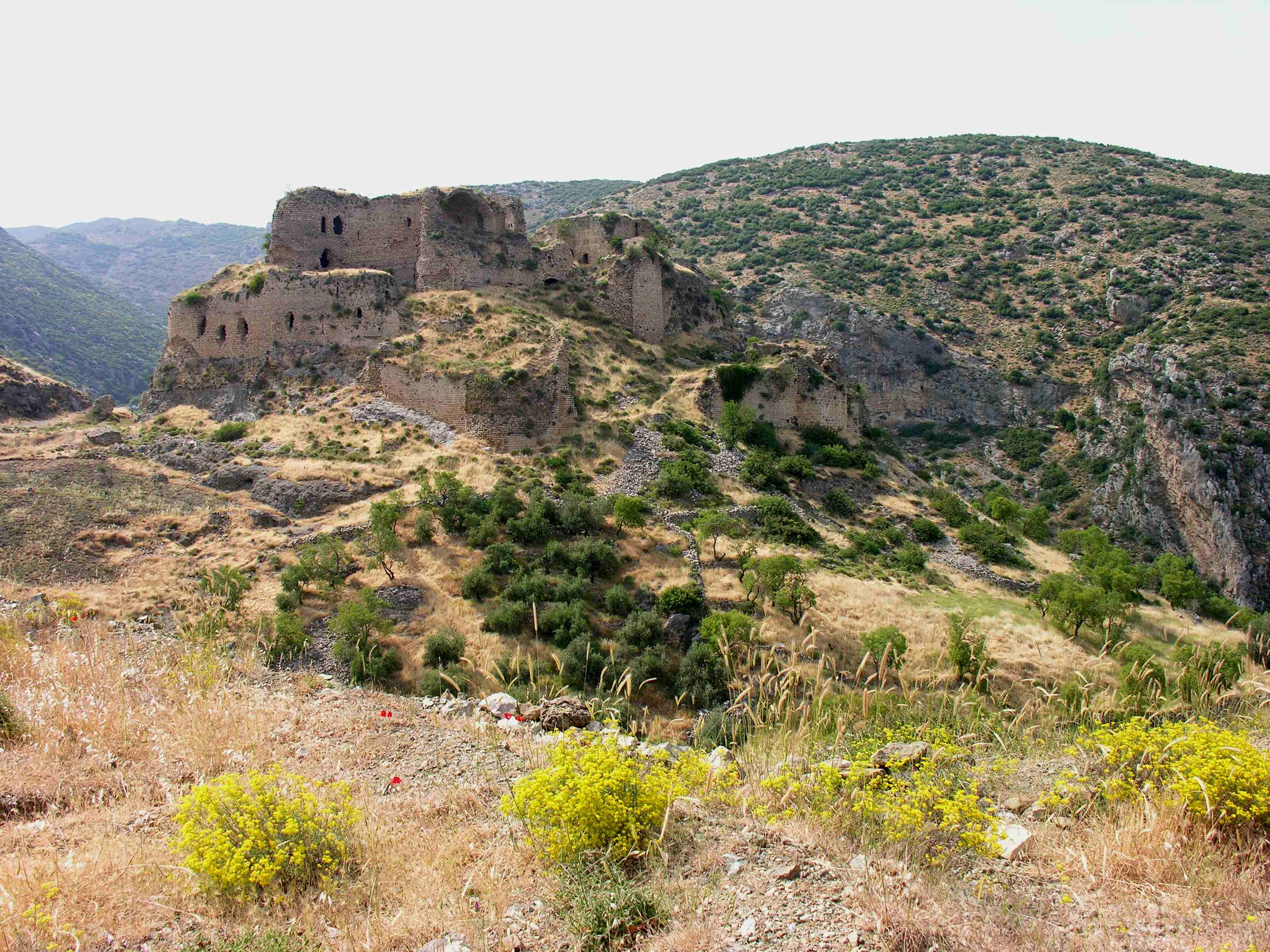
Le fortificazioni erette dai bizantini nell'XI secolo vennero ristrutturate e riutilizzate dagli ottomani nel XVII secolo

La città passò quindi sotto il dominio degli Arabi (che ne fecero una loro fortezza nel IX secolo), e infine agli Ottomani nel XVI secolo. L'area fu di nuovo teatro di scontri nel 1606, quando l'armata del generale Kuyucu Murad Pascià soppresse qui le rivolte dei Jelali. Gli ottomani proseguirono le opere di fortificazione della città sino a metà del XVII secolo costruendovi un castello sul crocevia verso Veryant. La città venne ben descritta nel 1675 dal cappellano navale inglese Henry Teonge nel suo diario di viaggio in queste terre.
Durante l'ultima parte del dominio ottomano, la città crebbe moltissimo ponendosi sulla via che dall'Europa e dall'Asia Minore conduceva verso Baghdad e verso l'India, divenendo in breve tempo una delle basi di primaria importanza per il commercio di mercanti genovesi e veneziani con l'Oriente. La Levant Company inglese mantenne qui un'agenzia per 200 anni, sino al 1825, malgrado l'alto tasso di mortalità tra i suoi impiegati nella zona. Nel 1832 la città venne attraversata dagli egiziani di Mehmet Ali che si mossero in attacco all'Anatolia.
Sul finire del XIX secolo, anche il porto della città crebbe notevolmente grazie anche alla costruzione della locale ferrovia nel 1912 che pose il centro in comunicazione con Aleppo.
Allo scoppio della prima guerra mondiale, quando gli inglesi stavano considerando la possibilità di smembrare l'Impero ottomano, Lord Kitchener considerò la conquista di Alessandretta come essenziale per provvedere agli inglesi un porto e una stazione ferroviaria per accedere all'Iraq. Egli propose per questo scopo la costruzione di una nuova strada ferrata da Alessandretta per ridurre ulteriormente i tempi di rifornimento per le merci e le truppe inglesi ed i lavori si protrassero per qualche mese sino ad approdare all'idea che Haifa sarebbe stata più funzionale a tale scopo.

### Dalla Repubblica di Hatay ai giorni nostri

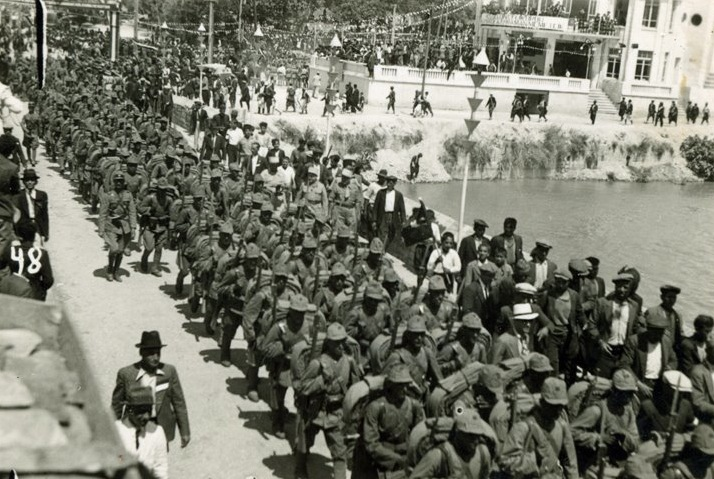
Le forze turche capitanate dal colonnello Şükrü Kanatlı entrano ad Alessandretta il 5 luglio 1938

Con il crollo dell'Impero ottomano e la fine della Grande Guerra, gran parte di quello che era stato il Sangiaccato di Hatay, tra cui Alessandretta, si trovò occupato da truppe francesi. Tra il 1921 ed il 1937 la città fu parte del Sangiaccato di Alessandretta sotto il controllo della Siria francese. Questo portò in breve tempo alla fondazione della Repubblica di Hatay che dal 1939 si unì con un referendum forzoso alla Turchia, dopo che l'anno precedente era stata militarmente occupata dalle forze turche. Il risultato del referendum venne rigettato come illegittimo dalla Siria.
Nel febbraio 2023, la città è stata gravemente danneggiata da un grande terremoto e dalle successive inondazioni e incendi. L'8 febbraio 2023 è stato spento un incendio al porto di Iskenderun.

## Monumenti e luoghi di interesse
- Cattedrale dell'Annunciazione
- Castello di Bagras

## Economia
Alessandretta è un centro commerciale molto trafficato e una delle più grandi città della provincia di Hatay, simile per grandezza al capoluogo Antakya. La città è uno dei più grandi porti della Turchia sul Mediterraneo ed è un importante centro industriale, sede delle acciaierie İsdemir, le più grandi della Turchia. Alessandretta ha una vita sociale attiva e moderna con ottimi hotel per i turisti, ristoranti e caffè gittanti sul lungomare. Alessandretta è inoltre un importante porto commerciale.
La campagna circostante la città, beneficiando del clima locale, accoglie vaste coltivazioni di piante da frutta tra cui aranci, mandarini e limoni oltre ad alcuni frutti tropicali come il mango.

## Nella cultura di massa
- La città di Alessandretta è citata nel film Indiana Jones e l'ultima crociata del 1989 diretto da Steven Spielberg, terzo episodio cinematografico della pentalogia di Indiana Jones, come la città da cui parte il percorso per giungere alla "gola della luna crescente", luogo in cui è custodito il mitico Santo Graal, il calice usato da Gesù Cristo nell'Ultima Cena e nel quale fu raccolto il sangue del Redentore. La scena dell'arrivo alla gola, però, è stata girata a El Khasneh di Petra, in Giordania.